# 台鐵機器人

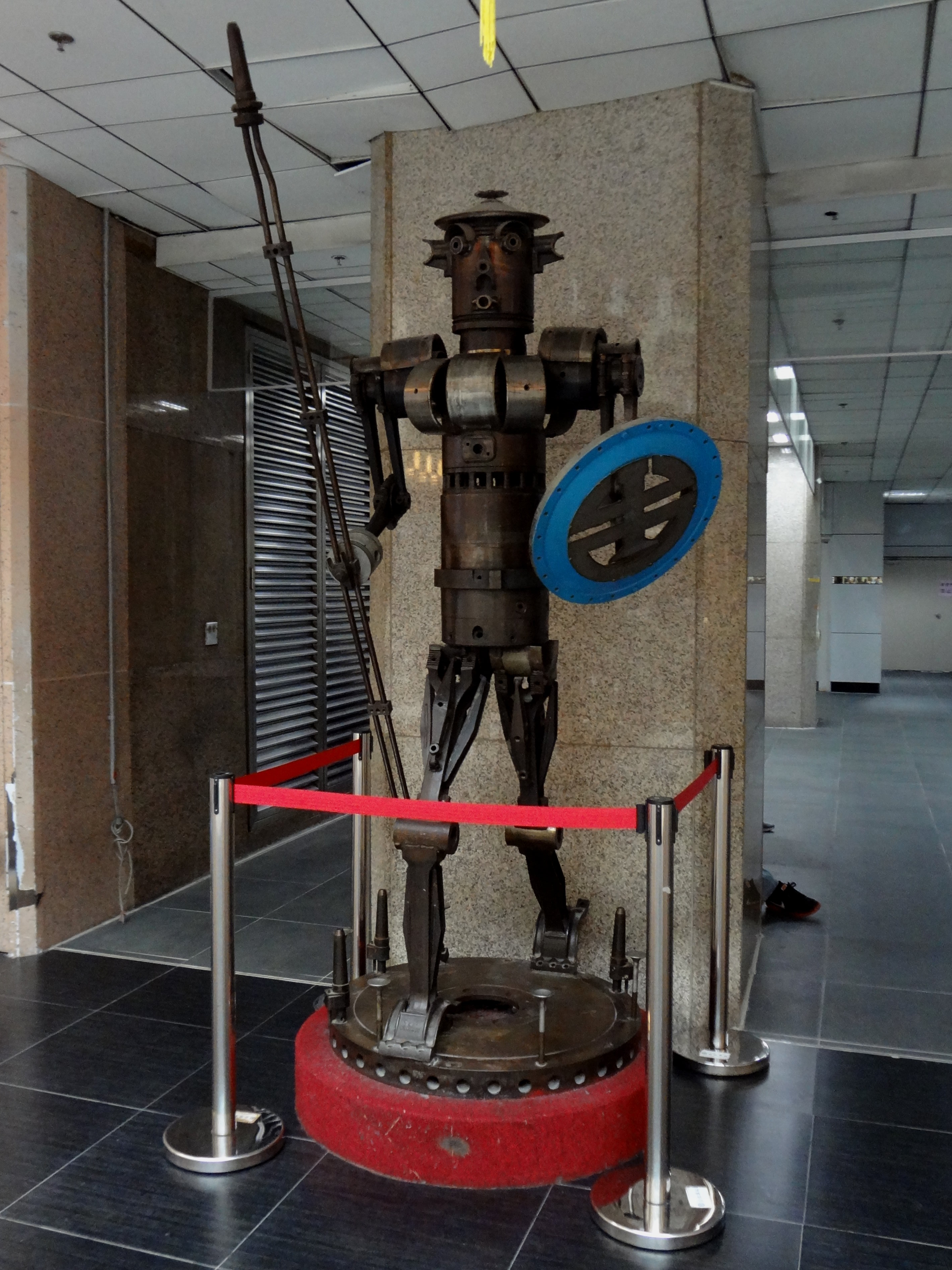
台北車站一樓大廳裡的台鐵機器人，名為機器人武士。

台鐵機器人是台灣鐵路管理局臺北機廠利用報廢的柴電機車引擎零件所做的創意作品。

## 簡介
1990年代末，台灣鐵路管理局臺北機廠柴電工區員工於工餘時間，利用報廢的柴電機車引擎零件所製作了好幾座高約250cm的機器人。至2011年為止，該相關台鐵勇士機器人系列作品共有14座，分置在臺北車站、彰化車站、台北機廠、福隆海水浴場等地。
台鐵勇士機器人系列作品連同其餘用廢柴電機車配件組成的孔明車一直置放於台北機廠廠區內；直到2002年後，因為深受矚目，該系列的數座勇士機器人陸續分發到台灣鐵路管理局臺北車站一樓大廳、臺北市北投區台鐵員工訓練中心、苗栗鐵道文物展示館、彰化機務段扇形車庫與彰化車站第一月台等場所展覽。其中，又以放置於臺北車站者最為人熟知。

## 特色
位於台北車站東門附近的台鐵機器人高約250cm，右手持引擎支架結合成的長矛，左手拿本來裝在柴電機車上的鐵路識別標誌鐵製銘牌。利用輪軸構成的關節，讓連桿組成的腳微跨半步，模擬出出征的架勢。

## 腳注
1. ↑  曾懿晴. . 聯合報. 2011-08-07  [2011-09-04] （中文（臺灣））.[永久]

## 外部連結
- 台鐵「勇士」機器人 廢料組裝 （页面存档备份，存于）